# Friedrich Wilhelm Schreiner
Friedrich Wilhelm Schreiner (* 1836 in Köln; † 1922 in Düsseldorf) war ein deutscher Landschaftsmaler der Düsseldorfer Schule.

## Leben
Schreiner studierte die Malerei als Privatschüler von Andreas Achenbach, Wilhelm Camphausen und Johann Wilhelm Lindlar. Er bereiste Deutschland, die Schweiz und Italien. In Düsseldorf, wo er sich als freischaffender Maler niederließ, war er Mitglied des Künstlervereins Malkasten. Neben naturalistischen Landschaften komponierte er auch Ideallandschaften, die in der Tradition Carl Friedrich Lessings stehen. Zahlreiche Darstellungen von Eichen trugen ihm den Spitznamen „Eichenschreiner“ ein.

## Werke
- Der Deutzer Hafen, Aquarell
- Klosterruine im Walde
- Sturmlandschaft
- Das Neanderthal, Ölgemälde

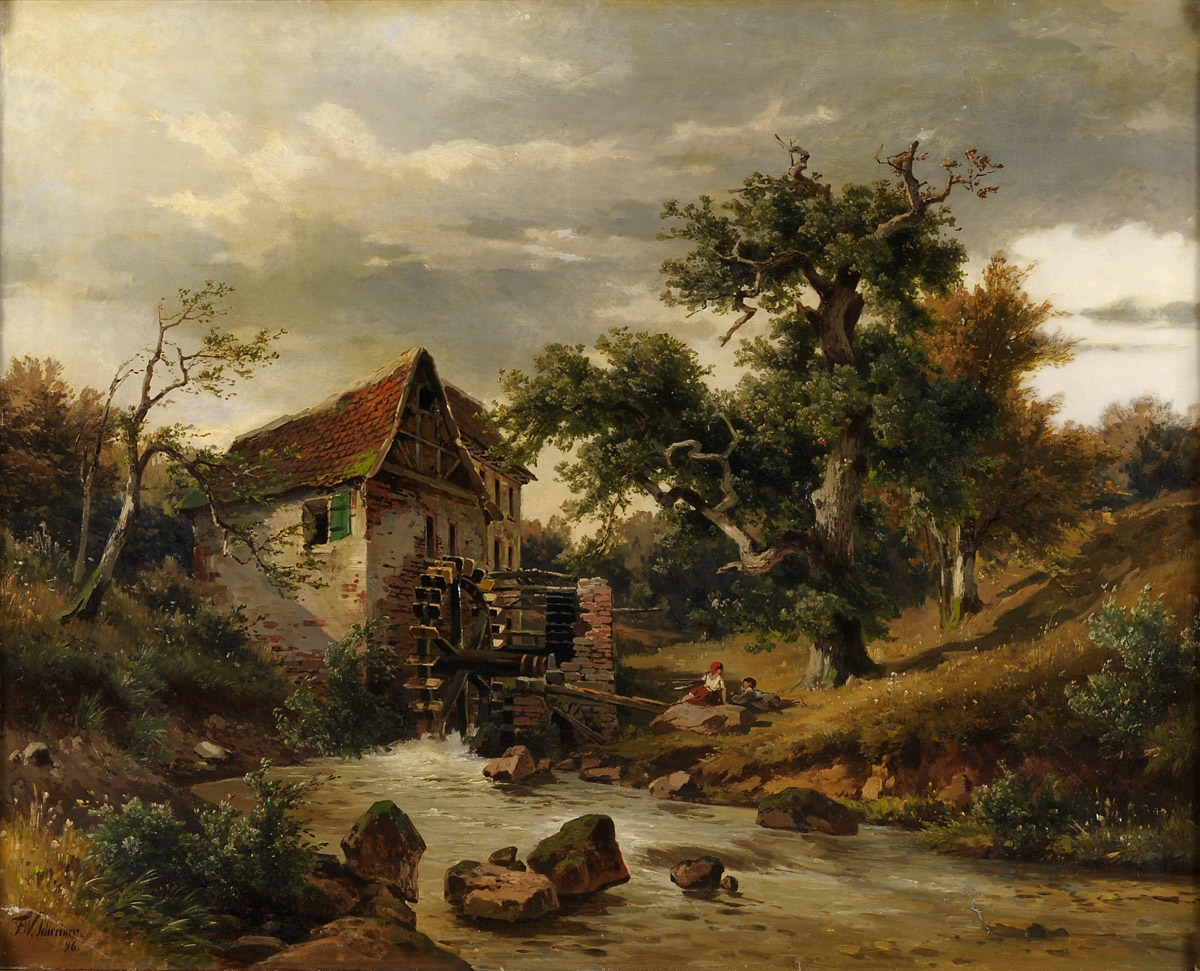
Die alte Wassermühle, 1896

- Waldkapelle (Verfallener gotischer Bau)
- Holzsammler im Wald vor Bachlauf, 1885
- Die alte Wassermühle, 1896
- Kapelle von Schloss Hirschhorn
- Herrschaftlicher Gutshof im sommerlicher Flusslandschaft (Der Quadenhof bei Gerresheim)
- Ansicht von Monaco
- Am Golf von Neapel
- Aus dem Neuenburger Holz, 1860[2]